# فرناندو ویچنته
 فرناندو ویچنته (انگلیسی: Fernando Vicente؛ زاده ۸ مارس ۱۹۷۷) یک تنیس‌باز اهل اسپانیا است.